# Filmfare Awards (2004)
49-я церемония награждения Filmfare Awards проводилась 20 февраля 2004 года, в городе Бомбей. На ней были отмечены лучшие киноработы на хинди, вышедшие в прокат до конца 2003 года.

## Главные награды

### Лучший фильм
Ты не одинок
- Любовь и предательство
- Наступит завтра или нет?
- Братан Мунна: Продавец счастья
- Всё отдаю тебе

### Лучший режиссёр
Ракеш Рошан — Ты не одинок 
- Дж.П. Дутта — Линия контроля
- Никхил Адвани — Наступит завтра или нет?
- Раджкумар Хирани — Братан Мунна: Продавец счастья
- Рам Гопал Варма — Призрак
- Сатиш Каушик — Всё отдаю тебе

### Лучший актёр в главной роли
Ритик Рошан — Ты не одинок  в роли Rohit Mehra
- Аджай Девган — Воды Ганга в роли Amit Kumaar
- Амитабх Баччан — Любовь и предательство в роли Raj Malhotra
- Салман Кхан — Всё отдаю тебе в роли Radhe Mohan
- Шах Рукх Кхан — Наступит завтра или нет? в роли Aman Mathur

### Лучшая актриса в главной роли
Прити Зинта — Наступит завтра или нет?  в роли Naina Catherine Kapur
- Бхумика Чавла — Всё отдаю тебе в роли Nirjara Bharadwaj
- Хема Малини — Любовь и предательство в роли Pooja Malhotra
- Прити Зинта — Ты не одинок в роли Nisha
- Рани Мукхерджи — Дорогами любви в роли Priya Chopra
- Урмила Матондкар — Призрак в роли Swati

### Лучшая мужская роль второго плана
Саиф Али Кхан — Наступит завтра или нет?  в роли Rohit Patel
- Абхишек Баччан — Я схожу с ума от любви в роли Prem Kumar
- Аршад Варси — Братан Мунна: Продавец счастья в роли Circuit
- Манодж Баджпаи — Линия контроля в роли Granadier Yogender Singh Yadav
- Салман Кхан — Любовь и предательство в роли Alok Raj

### Лучшая женская роль второго плана
Джайя Бхадури — Наступит завтра или нет?  в роли Jennifer Kapur
- Приянка Чопра — Любовь над облаками в роли Jia
- Рекха — Ты не одинок в роли Sonia Mehra
- Шабана Азми — Понять друг друга в роли Rukhsaana Jamal
- Шехназ Трисурьявала — Какая она, любовь в роли Alisha Sahay

### Лучшая отрицательная роль
Ирфан Кхан — Сила духа  в роли Ranvijay Singh
- Бипаша Басу — Тёмная сторона желания в роли Sonia Khanna
- Фероз Кхан — Владелец клуба «Ангара» в роли Saba Karim Shah
- Прити Зинта — Надежда в роли Sonia Kapoor
- Яшпал Шарма — Воды Ганга в роли Sunder Yadev

### Лучшая комическая роль
Санджай Датт — Братан Мунна: Продавец счастья  в роли Murli Prasad "Munna"
- Боман Ирани — Братан Мунна: Продавец счастья в роли Dr. JC Asthana
- Джонни Левер — Ты не одинок в роли Chelaram Sukhwani
- Пареш Раваль — Fun 2shh John D'Souza
- Пареш Раваль — Пустые хлопоты в роли Radheysham Tiwari

### Лучший мужской дебют
Шахид Капур — Какая она, любовь 

### Лучший женский дебют
Приянка Чопра и Лара Датта — Любовь над облаками 

### Лучший сюжет
Роковые обстоятельства — Нагеш Кукунур 

### Лучший сценарий
Братан Мунна: Продавец счастья — Видху Винод Чопра , Раджкумар Хирани и Lajan Joseph 

### Лучший диалог
Братан Мунна: Продавец счастья — Аббас Тиревала 

### Лучшая музыка к фильму
Наступит завтра или нет? — Шанкар-Эхсан-Лой 
- Дорогами любви — Джатин-Лалит
- Ты не одинок — Раджеш Рошан
- Линия контроля — Ану Малик
- Всё отдаю тебе — Химеш Решаммия

### Лучшая песня к фильму
Наступит завтра или нет? — Джавед Ахтар — Наступит завтра или нет? 
- Любовь над облаками — Самир — Kisi Se Tum Pyaar Karo
- Дорогами любви — Джавед Ахтар — Tauba Tumhare Yeh Ishaare
- Линия контроля — Джавед Ахтар — Ek Saathi Aur Bhi Tha
- Всё отдаю тебе — Самир — Всё отдаю тебе

### Лучший мужской закадровый вокал
Наступит завтра или нет? — Сону Нигам — Наступит завтра или нет? 
- Любовь над облаками — Кумар Сану — Kisi Se Tum Pyaar Karo
- Дорогами любви — Абхиджит — Suno Na
- Ты не одинок — Udit Narayan — Idhar Chala
- Всё отдаю тебе — Udit Narayan — Всё отдаю тебе

### Лучший женский закадровый вокал
Тёмная сторона желания — Shreya Ghoshal — Jadoo Hai Nasha Hai 
- Дорогами любви — Alka Yagnik — Tauba Tumhare Yeh Ishaare
- Какая она, любовь — Алиша Чинай — Chot Dil Pe Lagi
- Ты не одинок — K.S.Chithra — Koi Mil Gaya
- Всё отдаю тебе — Alka Yagnik — Odhni

### За влияние в киноиндустрии
Воды Ганга — Уэйн Шарп 

### Награда имени Р.Д. Бурмана
Вишал-Шекар — Любимая мелодия 

### Лучшая постановка боевых сцен
Возвращение к жизни — Allan Amin 

### Лучшая работа художника-постановщика
Похищенная — Мунееш Саппел 

### Лучшая операторская работа
Ночные откровения — Асим Баджадж 

### Лучшая хореография
Ты не одинок — Фара Кхан — Idhar Chala 

### Лучший монтаж
Призрак — Шимит Амин 

### Лучшие спецэффекты
Призрак — Dwarak Warrier 

### Motolook года
Саиф Али Кхан — Наступит завтра или нет? 

### Сцена года
Каран Джохар — Наступит завтра или нет?   (The Diary Scene)

### Специальная награда
Карина Капур — Ночные откровения 

### Награда за власть
Амитабх Баччан и Шах Рукх Кхан 

### Награда за пожизненные достижения
Радж Чопра ,  Нирупа Рой  и  Сулочана Латкар 

### Лучший звук
Призрак 

## Выбор критиков

### Лучший фильм
Братан Мунна: Продавец счастья - Раджкумар Хирани

### Лучшая актёр
Ритик Рошан — Ты не одинок 

### Лучшая актриса
Урмила Матондкар — Призрак 

## Наибольшее количество номинаций и побед
- Наступит завтра или нет? — 8/11
- Ты не одинок — 4/10
- Братан Мунна: Продавец счастья — 4/8
- Призрак — 3/4
- Любовь над облаками — 2/5
- Тёмная сторона желания - 1/3
- Роковые обстоятельства — 1/1
- Похищенная — 1/1
- Какая она, любовь 1/3
- Ночные откровения — 1/1
- Воды Ганга — 1/3
- Сила духа — 1/1
- Возвращение к жизни — 1/1
- Любовь и предательство — 0/4
- Всё отдаю тебе — 0/8
- Дорогами любви — 0/5
- Линия контроля — 0/4